# Ctenus noctuabundus
Ctenus noctuabundus là một loài nhện trong họ Ctenidae.
Loài này thuộc chi Ctenus. Ctenus noctuabundus được miêu tả năm 1912 bởi Arts.